# Proprioseiopsis pascuus
Proprioseiopsis pascuus är en spindeldjursart som först beskrevs av van der Merwe 1968.  Proprioseiopsis pascuus ingår i släktet Proprioseiopsis och familjen Phytoseiidae. Inga underarter finns listade i Catalogue of Life.